# Galatasaray Istanbul/Saison 1909/10

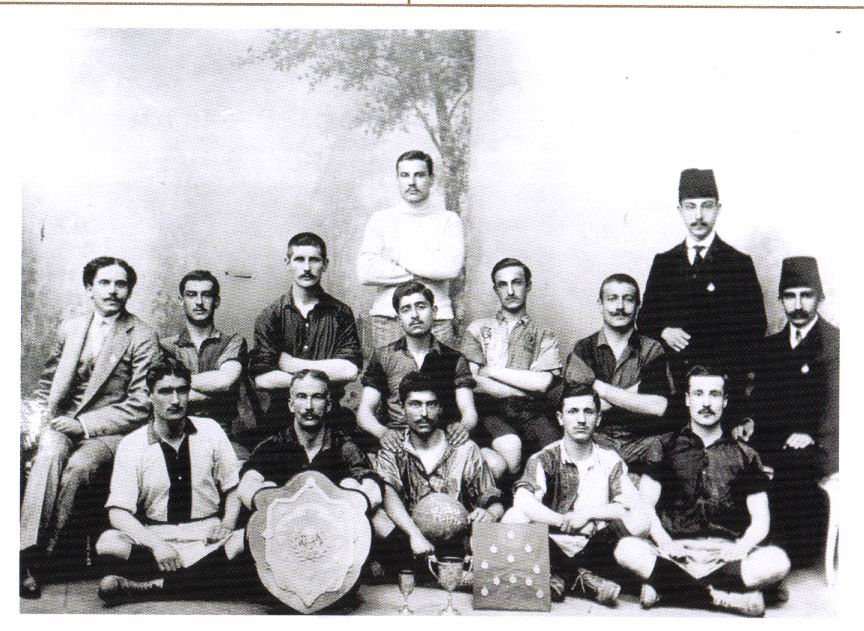
Galatasaray Istanbul, İstanbul Futbol Ligi 1909/10-Sieger. Obere Reihe (von links nach rechts): Ahmet Robenson, Refik Cevdet Kalpakçıoğlu
mittlere Reihe Ali Sami Yen, Stelyo, Milija Bakić, Hasan, Bojkoff, Bekir Sıtkı Bircan, Asım Tevfik Sonumut vordere Reihe: Cyril, Fuat Hüsnü Kayacan, Celal İbrahim, İdris und Emin Bülend Serdaroğlu.

Die Saison 1909/10 von Galatasaray Istanbul war die 4. Saison in der Vereinsgeschichte und die 4. Saison in der İstanbul Futbol Ligi. Der Klub beendete die Saison auf dem 1. Platz und gewann diese zum zweiten Mal.

## Personalien

### Kader
| Nat.                   | Name                   |
| Torhüter               | Torhüter               |
| ---------------------- | ---------------------- |
| Osmanisches Reich 1844 | Ahmet Robenson         |
| Abwehr                 |                        |
| Montenegro Furstentum  | Milija Bakić           |
| Osmanisches Reich 1844 | Bekir Sıtkı Bircan     |
| Bulgarien 1908         | Todor Bojkoff          |
| Osmanisches Reich 1844 | Dalaklı Hüseyin        |
| Osmanisches Reich 1844 | Mustafa                |
| Mittelfeld             |                        |
| England                | Horace Armitage        |
| Osmanisches Reich 1844 | Celâl İbrahim Bey      |
| Osmanisches Reich 1844 | Hasan Basri Bütün      |
| Osmanisches Reich 1844 | Sabri Mahir            |
| Angriff                |                        |
| England                | Highton                |
| Osmanisches Reich 1844 | Idris                  |
| Osmanisches Reich 1844 | Fuat Hüsnü Kayacan     |
| England                | Rowland Rees           |
| Osmanisches Reich 1844 | Emin Bülend Serdaroğlu |
| Bulgarien 1908         | Steryo                 |

## Saison
Alle Ergebnisse aus Sicht von Galatasaray Istanbul.
Die Tabelle listet alle İstanbul-Futbol-Ligi des Vereins der Saison 1909/10 auf. Siege sind grün, Unentschieden gelb und Niederlagen rot markiert.

### İstanbul Futbol Ligi
| ST | Datum              | Gegner              | Ort                          | Ergebnis | Tor(e) für Galatasaray Istanbul                                                               |
| -- | ------------------ | ------------------- | ---------------------------- | -------- | --------------------------------------------------------------------------------------------- |
| 01 | 10. September 1909 | Elpis FC            |                              | -:-      | Elpis FC ist nicht gegen Galatasaray angetreten. So wurde Galatasaray zum Sieger ernannt.     |
| 02 | 10. Oktober 1909   | Strugglers FC       | İttihatspor Sahası, Istanbul | 5:1      | n. V.                                                                                         |
| 03 | 24. Oktober 1909   | Moda FC             | İttihatspor Sahası, Istanbul | 2:0      | n. V.                                                                                         |
| 04 | 31. Oktober 1909   | Cadi-Keuy FC        | İttihatspor Sahası, Istanbul | -:-      | Cadi-Keuy FC ist nicht gegen Galatasaray angetreten. So wurde Galatasaray zum Sieger ernannt. |
| 05 | 28. November 1909  | Elpis FC            | İttihatspor Sahası, Istanbul | -:-      | Elpis FC ist nicht gegen Galatasaray angetreten. So wurde Galatasaray zum Sieger ernannt.     |
| 06 | 19. Dezember 1909  | Strugglers FC       | İttihatspor Sahası, Istanbul | 4:1      | n. V.                                                                                         |
| 07 | 2. Januar 1910     | Moda FC             | İttihatspor Sahası, Istanbul | 8:0      | n. V.                                                                                         |
| 08 | 9. Januar 1910     | Fenerbahçe Istanbul | İttihatspor Sahası, Istanbul | 3:0      | n. V.                                                                                         |